# Nathan Patterson
Nathan Kenneth Patterson (Glasgow, 16 oktober 2001) is een Schots voetballer die doorgaans speelt als rechtsback. In januari 2022 verruilde hij Rangers voor Everton. Patterson maakte in 2021 zijn debuut in het Schots voetbalelftal.

## Clubcarrière
Patterson begon in 2009 met voetballen in de jeugdopleiding van Rangers. Hier tekende de rechtsback in december 2019 een professioneel contract tot en met het seizoen 2021/22. Een maand erna speelde hij voor het eerst mee in het eerste elftal. Op 17 januari 2020 speelde Rangers in de Scottish Cup tegen Stranraer. Patterson mocht van coach Steven Gerrard in de basisopstelling beginnen en speelde het gehele duel mee. Hij zag Scott Arfield en Jermain Defoe scoren, waardoor Rangers met 2–0 won. Patterson verlengde op 25 januari 2021 zijn contract tot medio 2024. Zijn eerste doelpunt volgde precies een maand later, in de UEFA Europa League tegen Royal Antwerp. De rechtsback begon op de reservebank en zag Alfredo Morelos (Rangers) en Lior Refaelov (Antwerp) voor rust scoren. Na een invalbeurt in de rust zette Patterson zijn team in de eerste minuut na rust op voorsprong. Ryan Kent vergrootte de voorsprong, waarna Didier Lamkel Zé een tegengoal maakte. Een benutte strafschop van Borna Barišić en een eigen treffer van Cedric Itten zorgden voor de uitslag 5–2. Patterson maakte in januari 2022 voor een bedrag van circa veertien miljoen euro de overstap naar Everton, waar hij zijn handtekening zette onder een verbintenis voor de duur van vijfenhalf jaar.

## Clubstatistieken
| Seizoen | Club    | Competitie     | Competitie | Competitie | Beker | Beker | Internationaal | Internationaal | Totaal | Totaal |
| Seizoen | Club    | Competitie     | Wed.       | Dlp.       | Wed.  | Dlp.  | Wed.           | Dlp.           | Wed.   | Dlp.   |
| ------- | ------- | -------------- | ---------- | ---------- | ----- | ----- | -------------- | -------------- | ------ | ------ |
| 2019/20 | Rangers | Premiership    | 0          | 0          | 1     | 0     | 1              | 0              | 2      | 0      |
| 2020/21 | Rangers | Premiership    | 7          | 0          | 2     | 1     | 5              | 0              | 14     | 1      |
| 2021/22 | Rangers | Premiership    | 6          | 0          | 2     | 0     | 3              | 0              | 11     | 0      |
| 2021/22 | Everton | Premier League | 0          | 0          | 1     | 0     | —              | —              | 1      | 0      |
| 2022/23 | Everton | Premier League | 19         | 0          | 2     | 0     | —              | —              | 21     | 0      |
| 2023/24 | Everton | Premier League | 20         | 0          | 6     | 0     | —              | —              | 26     | 0      |
| 2024/25 | Everton | Premier League | 8          | 0          | 1     | 0     | —              | —              | 9      | 0      |
| Totaal  | Totaal  | Totaal         | 60         | 0          | 15    | 1     | 9              | 1              | 84     | 2      |

Bijgewerkt op 9 april 2025.

## Interlandcarrière
Patterson werd in mei 2021 door bondscoach Steve Clarke opgenomen in de selectie van het Schots voetbalelftal voor het uitgestelde EK 2020. Op dat moment had hij nog geen interlands gespeeld. Dit veranderde op 6 juni 2021, toen hij debuteerde tijdens een vriendschappelijke wedstrijd tegen Luxemburg. Door een doelpunt van Ché Adams ging het duel met 0–1 gewonnen. Patterson moest van Clarke op de reservebank beginnen en hij mocht negentien minuten na rust invallen voor Stephen O'Donnell. Op het toernooi werd Schotland uitgeschakeld in de groepsfase, na nederlagen tegen Tsjechië (0–2) en Kroatië (3–1) en een gelijkspel tegen Engeland (0–0). Patterson speelde alleen tegen Kroatië mee. Zijn toenmalige teamgenoten Glen Kamara (Finland), Borna Barišić (Kroatië), Jon McLaughlin (eveneens Schotland) en Filip Helander (Zweden) waren ook actief op het EK.
Patterson kwam voor het eerst tot scoren tijdens zijn zesde interlandoptreden, op 12 november 2021. Op die dag werd een kwalificatiewedstrijd voor het WK 2022 gespeeld op bezoek bij Moldavië. Zeven minuten voor het einde van de eerste helft opende hij de score. Uiteindelijk zou het 0–2 worden nadat Patterson ook nog een assist leverde op Adams.
| Interlands van Nathan Patterson voor Schotland | Interlands van Nathan Patterson voor Schotland | Interlands van Nathan Patterson voor Schotland | Interlands van Nathan Patterson voor Schotland | Interlands van Nathan Patterson voor Schotland | Interlands van Nathan Patterson voor Schotland |
| №                                              | Datum                                          | Wedstrijd                                      | Uitslag                                        | Competitie                                     | Goals                                          |
| Als speler bij Rangers                         | Als speler bij Rangers                         | Als speler bij Rangers                         | Als speler bij Rangers                         | Als speler bij Rangers                         | Als speler bij Rangers                         |
| ---------------------------------------------- | ---------------------------------------------- | ---------------------------------------------- | ---------------------------------------------- | ---------------------------------------------- | ---------------------------------------------- |
| 1                                              | 6 juni 2021                                    | Luxemburg – Schotland                          | 0 – 1                                          | Vriendschappelijk                              |                                                |
| 2                                              | 22 juni 2021                                   | Kroatië – Schotland                            | 3 – 1                                          | EK 2020                                        |                                                |
| 3                                              | 4 september 2021                               | Schotland – Moldavië                           | 1 – 0                                          | WK 2022 kwalificatie                           |                                                |
| 4                                              | 9 oktober 2021                                 | Schotland – Israël                             | 3 – 2                                          | WK 2022 kwalificatie                           |                                                |
| 5                                              | 12 oktober 2021                                | Faeröer – Schotland                            | 0 – 1                                          | WK 2022 kwalificatie                           |                                                |
| 6                                              | 12 november 2021                               | Moldavië – Schotland                           | 0 – 2                                          | WK 2022 kwalificatie                           | 38'                                            |
| Als speler bij Everton                         |                                                |                                                |                                                |                                                |                                                |
| 7                                              | 24 maart 2022                                  | Schotland – Polen                              | 1 – 1                                          | Vriendschappelijk                              |                                                |
| 8                                              | 29 maart 2022                                  | Oostenrijk – Schotland                         | 2 – 2                                          | Vriendschappelijk                              |                                                |
| 9                                              | 8 juni 2022                                    | Schotland – Armenië                            | 2 – 0                                          | Nations League 2022/23                         |                                                |
| 10                                             | 14 juni 2022                                   | Armenië – Schotland                            | 1 – 4                                          | Nations League 2022/23                         | 54'                                            |
| 11                                             | 21 september 2022                              | Schotland – Oekraïne                           | 3 – 0                                          | Nations League 2022/23                         |                                                |
| 12                                             | 25 maart 2023                                  | Schotland – Cyprus                             | 3 – 0                                          | EK 2024 kwalificatie                           |                                                |
| 13                                             | 28 maart 2023                                  | Schotland – Spanje                             | 2 – 0                                          | EK 2024 kwalificatie                           |                                                |
| 14                                             | 8 september 2023                               | Cyprus – Schotland                             | 0 – 3                                          | EK 2024 kwalificatie                           |                                                |
| 15                                             | 12 september 2023                              | Schotland – Engeland                           | 1 – 3                                          | Vriendschappelijk                              |                                                |
| 16                                             | 12 oktober 2023                                | Spanje – Schotland                             | 2 – 0                                          | EK 2024 kwalificatie                           |                                                |
| 17                                             | 17 oktober 2023                                | Frankrijk – Schotland                          | 4 – 1                                          | Vriendschappelijk                              |                                                |
| 18                                             | 16 november 2023                               | Georgië – Schotland                            | 2 – 2                                          | EK 2024 kwalificatie                           |                                                |
| 19                                             | 19 november 2023                               | Schotland – Noorwegen                          | 3 – 3                                          | EK 2024 kwalificatie                           |                                                |
| 20                                             | 22 maart 2024                                  | Nederland – Schotland                          | 4 – 0                                          | Vriendschappelijk                              |                                                |
| 21                                             | 26 maart 2024                                  | Schotland – Noord-Ierland                      | 0 – 1                                          | Vriendschappelijk                              |                                                |

Bijgewerkt op 9 april 2025.

## Erelijst
| Premiership | 1 | 2020/21 |